# 瀚星百貨
瀚星百貨是台北市文山區景美地區唯一的百貨公司，原址曾為漢神百貨景美店，於2013年3月23日開幕。
百貨定位為社區百貨，主力客層鎖定年輕族群，開幕代言人為大嘴巴。2014年3月3日起一至四樓進行改裝，於2014年6月6日重新開幕。
鄰近景美夜市、景美國中、世新大學，可由台北捷運景美站2號出口沿景中街步行200公尺抵達。
該棟大樓的低樓層是百貨賣場，高樓層是住宅。

## 樓層配置
| 樓層 | 樓層介紹                           |
| ---- | ---------------------------------- |
| 4F   | 無印良品                           |
| 3F   | 無印良品                           |
| 2F   | UNIQLO（男裝、童裝）               |
| 1F   | UNIQLO（女裝）                     |
| B1F  | 大創                               |
| B2F  | 日式美饌園（和食さとWashoku SATO） |

## 外部連結
- 瀚星百貨 edora park 歡迎您 （页面存档备份，存于）
- edora park瀚星百貨的Facebook專頁
- 台灣公司資料